# تطعيم بالقلم
التطعيم بالقلم هو أحد أنواع التطعيم لتحسين الإنتاج في الأشجار المثمرة عن طريق تغيير الصنف أو تشبيب الشجرة.

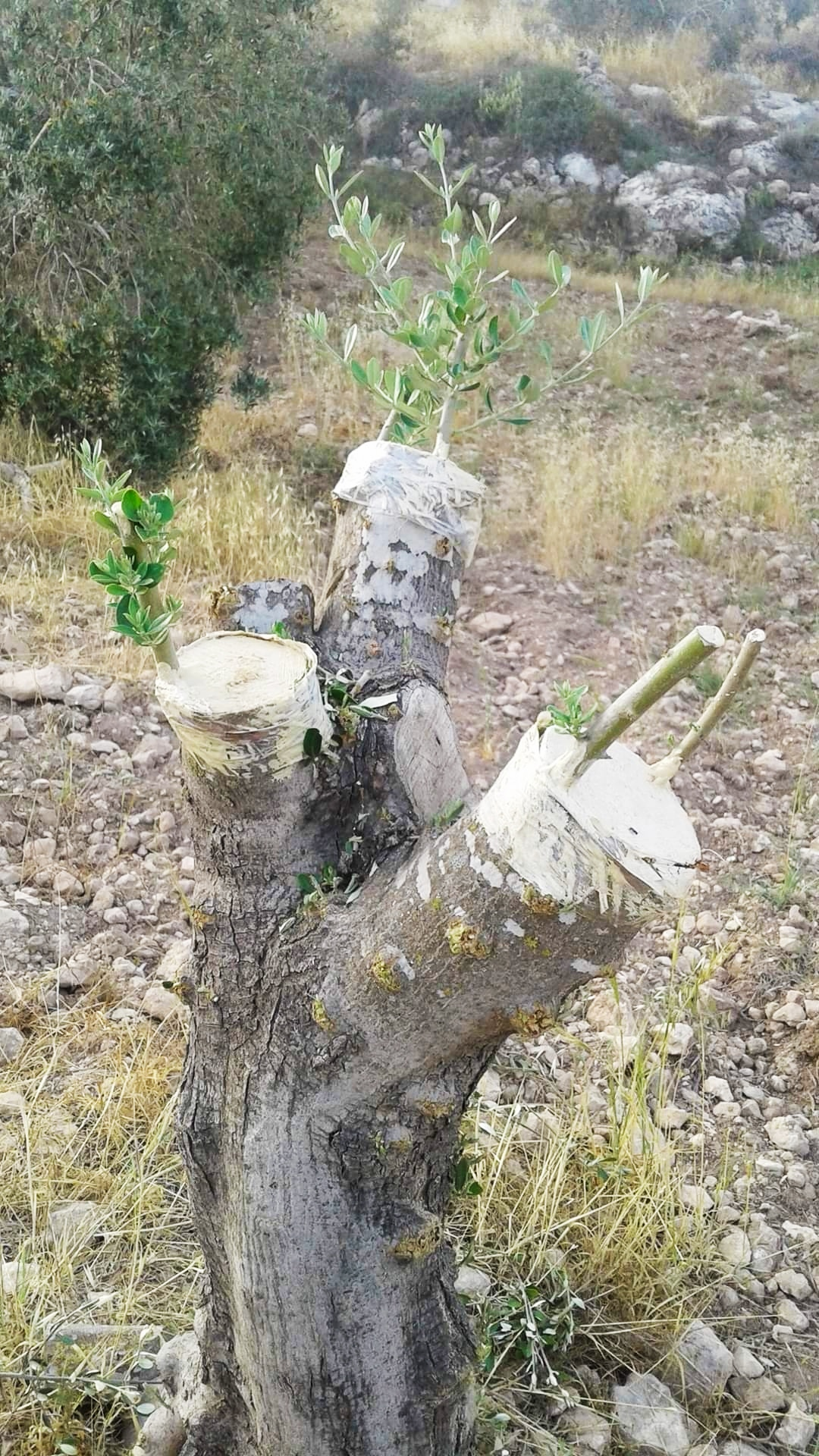
تطعيم الزيتون بالقلم

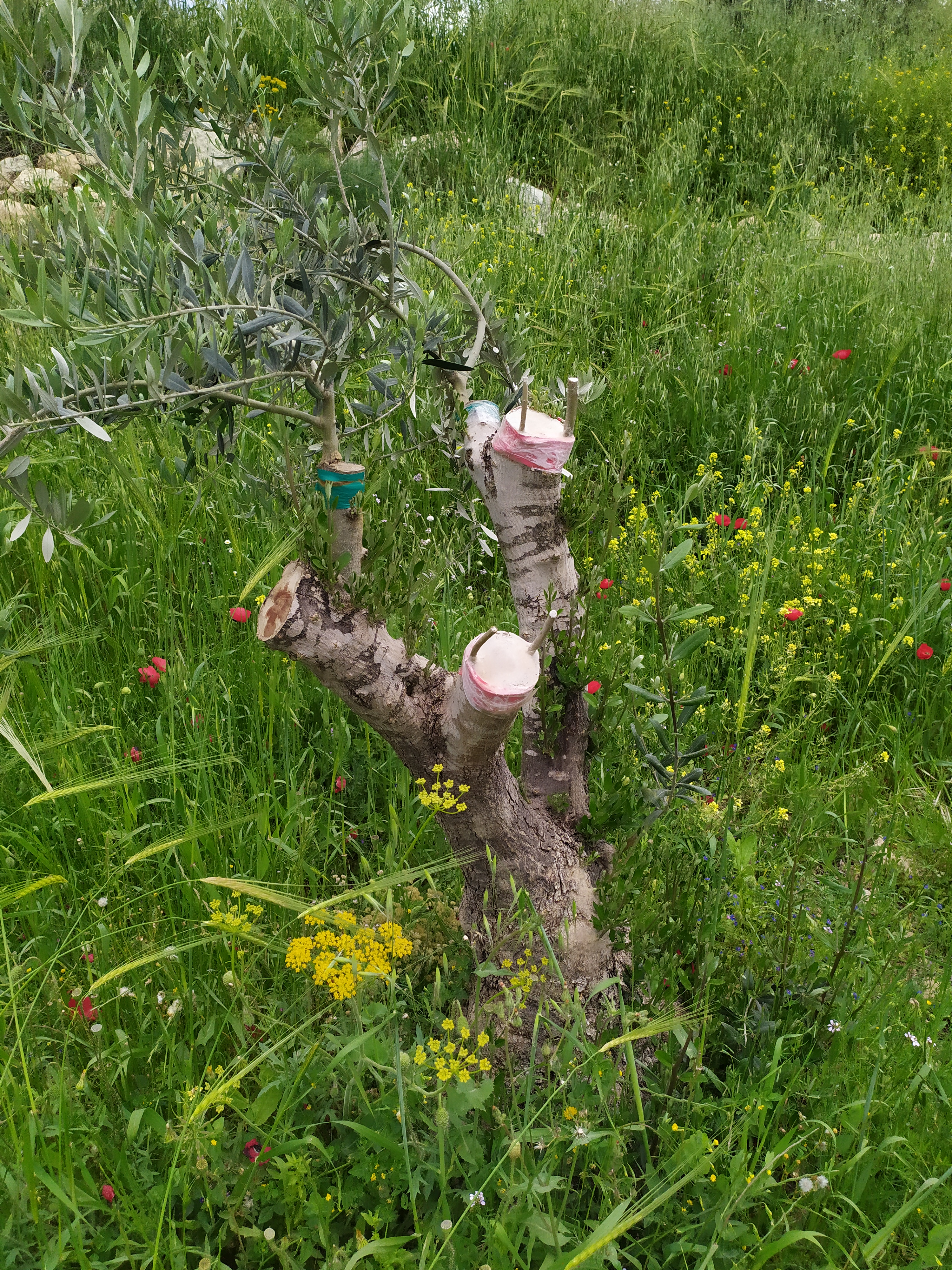
تطعيم أشجار الزيتون بالقلم

في التطعيم، يقطع الأصل بشكل أفقي من سطح الأرض ويعمل فيه شق عمودي يلائم شكل طرف الطعم (القلم) ويلحم بطلاء خاص لحمايته من العوامل البيئية، ويلف برباط محكم، ويتم ذلك خلال الربيع حيث تنمو البراعم.

## طرائق التطعيم بالقلم
يتم التطعيم بالقلم بثلاث طرائق تتقارب في نسبة النجاح.

### القلم الجانبي
يوضع القلم بين اللحاء والخشب.

### التطعيم بالشق
أسهل طرائق التطعيم وأكثرها تطبيقاً قي المشاتل التجارية. التوقيت المفضل للتطعيم هو نهاية فصل الشتاء (شباط- نهاية نيسان). تجمع أقلام الطعم من أمهات الإكثار المعتمدة من أفرع عمر سنة فأقل (نموات السنة السابقة) بسمك من 0.3 – 0.5 سم. تزال أنصال الأوراق لتقليل النتح ثم تحفظ الأقلام قي وسط رطب لحين إجراء التطعيم. يجهز القلم بطول 5-7 سم بحيث يحتوي على عقدتين على الأقل، ويبرى من أسفل من الجانبين برية مائلة حادة بطول 3 سم. يقرط الأصل على ارتفاع 15-20 سم ثم يشق من المنتصف لأسفل بطول 3 سم.

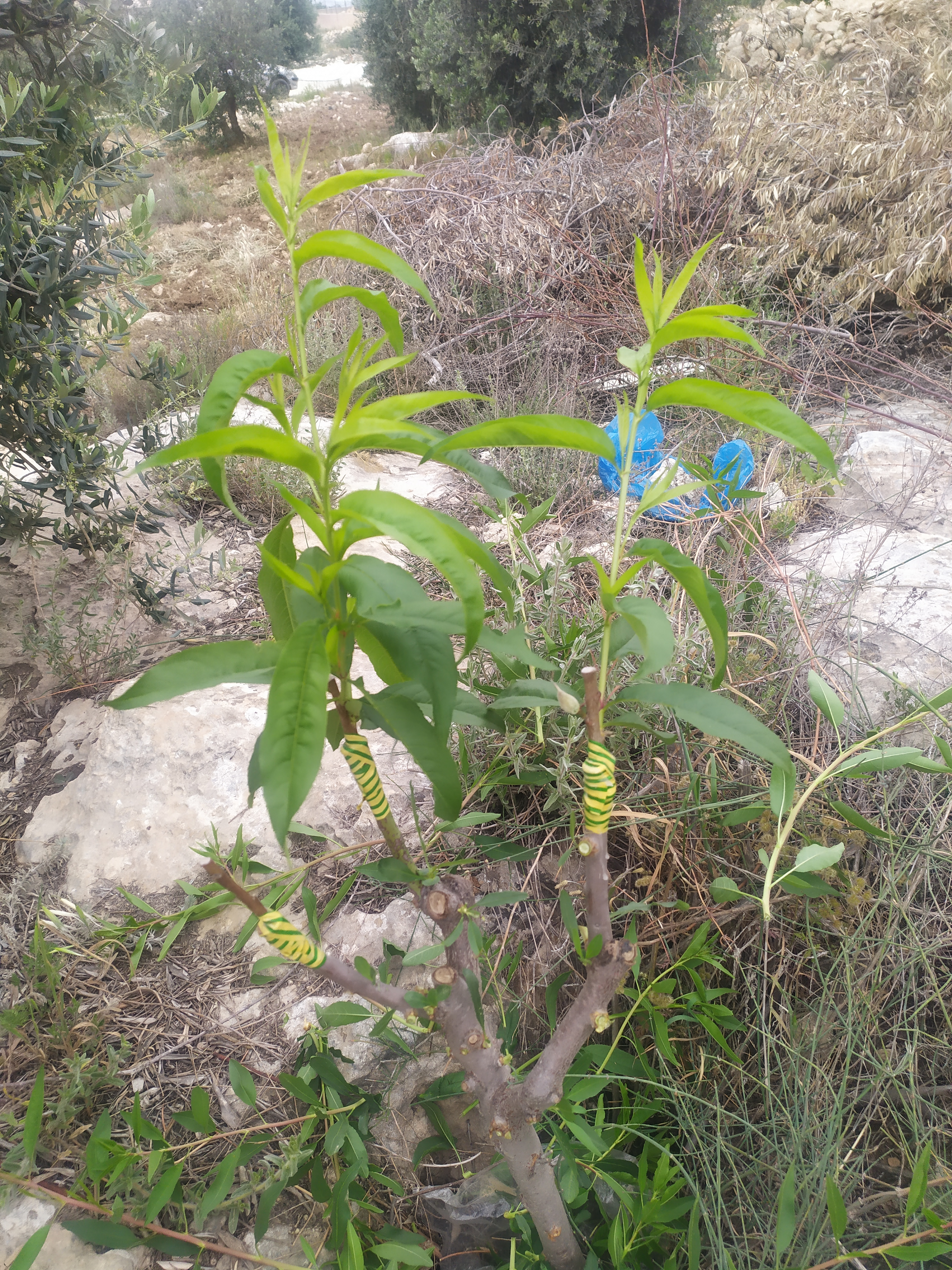
تطعيم أشجار اللوزيات بطريقة الشق

يركب قلم الطعم بشق الأصل بحيث تتطابق حافتا اللحاء قي الأًصل والطعم من أحد الأجناب على الأقل، ثم تربط باستخدام شرائط التطعيم الخاصة (من البولي إيثيلين)، ثم يركب كيس بلاستيك على القلم أو توضع الشتلات المطعمة أسفل أقبية منخفضة مغطاة بالبلاستيك الشفاف وذلك لحفظ الرطوبة حول الأقلام وحمايتها من الجفاف، بعد 3-4 أسابيع تبدأ البراعم بالنمو فتُزال الأكياس عندئذ.

## شروطنجاح التطعيم
عند التطعيم تجب مراعاة النقاط التالية:
1. إزالة السرطانات التي تظهر أسفل منطقة التطعيم.
2. مقاومة دودة أوراق الزيتون الخضراء عند ظهورها على النموات الحديثة.
3. تنقية الحشائش والاهتمام بالتسميد والري.
4. تصبح الشتلات صالحة للزراعة في المكان المستديم بعد 6-8 أشهر من تاريخ التطعيم.